# Grönebach
Grönebach ist ein Stadtteil von Winterberg im Hochsauerlandkreis, Nordrhein-Westfalen, mit rund 600 Einwohnern.

## Geographie

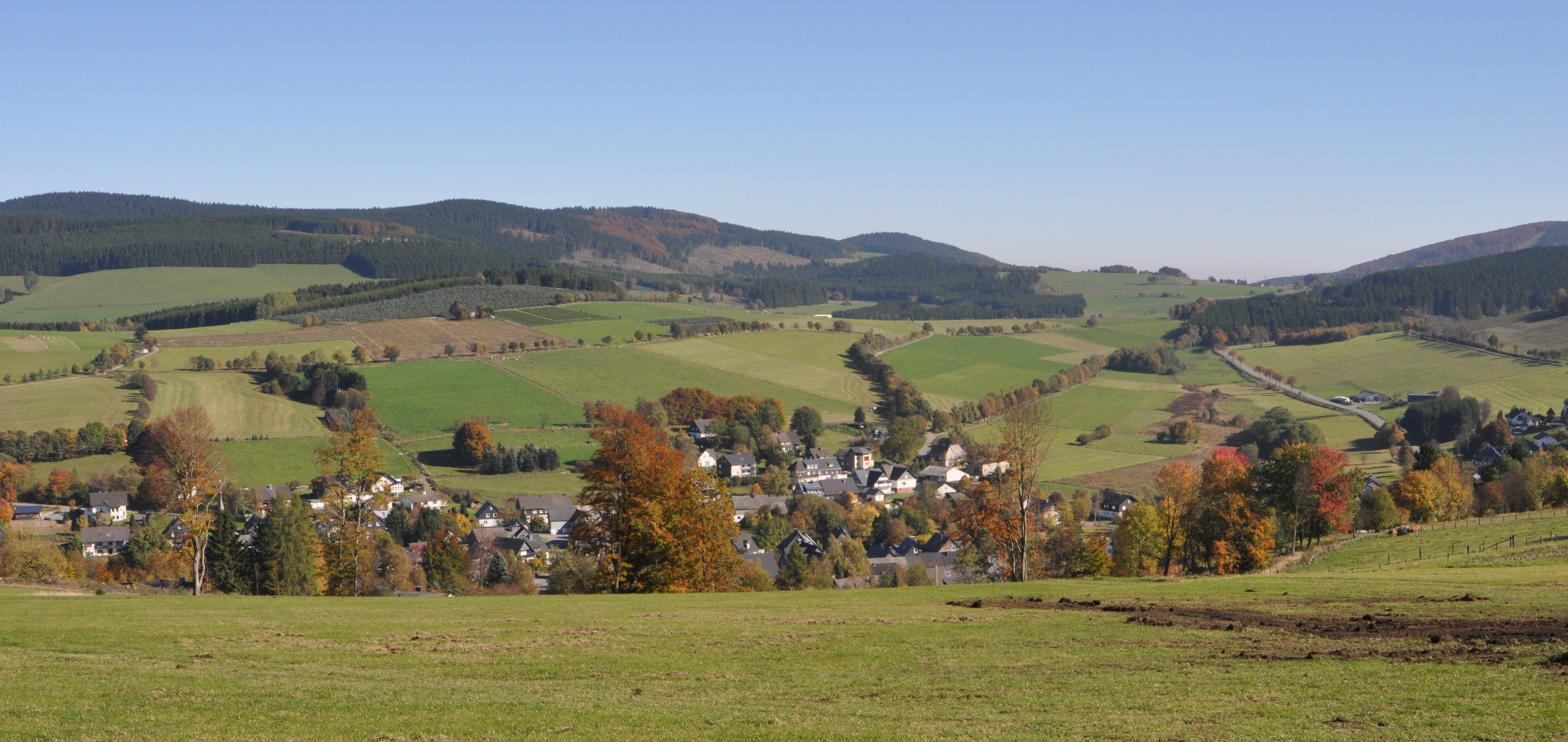
Panorama

Grönebach liegt im nördlichen Teil des Rothaargebirges, etwa fünf Kilometer von der Kernstadt Winterberg entfernt am Fuß des 675 m hohen Mosenbergs. Es grenzt im Norden an Niedersfeld und Hildfeld, im Süden an Elkeringhausen. Die höchste Erhebung in Grönebach ist 825 m hoch. Grönebach ist der nächstgelegene Ort an der Ruhrquelle.

## Geschichte
Grönebach wurde 1250 zum ersten Mal urkundlich erwähnt. Der Kirchenpatron, St. Lambertus, sowie der gut erhaltene Wehrturm der St.-Lambertus-Kirche im romanischen Stil, der auch das älteste Gebäude der Stadt Winterberg ist, lassen allerdings auf ein höheres Alter schließen. Grönebach war bis zur Gründung des Amtes Niedersfeld Hauptort der gleichnamigen Freigrafschaft, der auch die Dörfer Hildfeld, Niedersfeld und Siedlinghausen angehörten und die die Herren von Gaugreben vom Landgrafen von Hessen zu Lehen hatten. Seit 1904 hatte Grönebach gemeinsam mit Hildfeld einen Bahnhof der Kleinbahn Steinhelle–Medebach, deren Schienenverkehr im Jahr 1953 wieder eingestellt wurde.
Am 31. März 1945 erschienen Kampftruppen der 3. Panzergrenadier-Division unter dem Kommando von Generalleutnant Walter Denkert in Grönebach. Am 2. April folgten Stab und Kampftruppen der 176. Infanterie-Division unter dem Kommando von Generalmajor Christian-Johannes Landau. Es fehlte der 176. Infanterie-Division an Pferdefuhrwerken, so dass diese sogar Handwagen nutzte. Am 3. März begannen Geschütze aus Grönebach Stellungen der US-Truppen zu beschießen. Daraufhin beschoss die US-Artillerie Grönebach den ganzen Tag und die Nacht. Ein Soldat wurde getötet und vier Häuser schwer beschädigt. Die deutschen Geschütze wurden in der Nacht vom 3. auf den 4. April nach Niedersfeld zurück verlegt. Am 4. April begann der Vormarsch der US-Truppen auf das Dorf. Dabei wurden zwei US-Panzer in Brand geschossen. In den Mittagsstunden flohen die deutschen Verbände aus dem Dorf. Die US-Truppen begannen nun mit einem massiven Beschuss auf den Ort, da sie die Flucht der deutschen Truppen nicht mitbekommen hatten. 13 Häuser wurden in Brand geschossen und zwei Zivilisten getötet. Als die Einwohner nach der Einnahme des Dorfes ihre Keller verlassen konnten, stellten sie fest, dass jedes Gebäude große Schäden durch den Beschuss davongetragen hatte. 36 Rindviecher und zwei Pferde waren getötet worden bzw. mussten notgeschlachtet werden. Am 5. April ging im Dorf schwere US-Artillerie in Stellung und schoss von 6. bis zum 8. April in westliche und nordwestliche Richtung. Am 8. April zog die Masse der US-Truppen weiter.
Im Zweiten Weltkrieg fielen 54 Grönebacher als Soldaten, davon die meisten an der Ostfront, oder starben in Gefangenschaft.
Am 1. Januar 1975 wurde Grönebach in die Stadt Winterberg eingegliedert.
1989 und 1993 wurde Grönebach beim Wettbewerb Unser Dorf soll schöner werden mit der Bronzemedaille des Landes ausgezeichnet. Im Jahr 2000 feierte Grönebach sein 750-jähriges Bestehen.

## Politik

### Wappen
Auf dem Wappen von Grönebach ist auf der linken Seite das kurkölnische Kreuz abgebildet, das dem Gerichtsschwert zugeordnet ist. Auf der rechten Seite ist oben St. Lambertus dargestellt und rechts unten befinden sich die drei Gaugrebenschen Pfähle auf goldenem Grund, durch die der grün gehaltene Bach fließt.

## Freizeit und Tourismus
Im Jahr 2011 wurde der Grönebacher Dorfpfad, der von der SGV-Abteilung Grönebach nachhaltig betreut und gepflegt wird, als Premiumweg mit dem höchsten Qualitätssiegel Deutschlands für Wanderwege ausgezeichnet. Der Dorfpfad umrundet Grönebach auf etwa 11 Kilometern und bietet abwechslungsreiche Ausblicke auf den Ort. Der Rothaarsteig und die Winterberger Hochtour vernetzen den Dorfpfad mit vielen weiteren Wanderwegen in den Naturschutzgebieten Neuer Hagen und Kahler Asten.
Grönebach bietet viele weitere Wandermöglichkeiten, wie z. B. den Groimecke-Rundweg.

## Vereine
Es gibt folgende Vereine:
- St. Hubertus Schützenverein Grönebach 1887 e. V.
- Spielmannszug Grönebach
- SGV Abteilung Grönebach
- Karnevalsverein Grönebach
- Katholische Frauengemeinschaft St. Lambertus Grönebach
- Pfarrgemeinde St. Lambertus Grönebach
- Jugendgruppe-Grönebach
- Gemischter Chor Grönebach
- Verkehrsverein Grönebach und
- Löschgruppe Grönebach
- Sportverein Grönebach angegliedert an den FC Hilletal 03

Der Kindergarten und die Bücherei von Grönebach sind Einrichtungen der Pfarrgemeinde St. Lambertus.

## Persönlichkeiten

### Persönlichkeiten, die vor Ort gewirkt haben
- Wilhelm Kuhne (1926–2019) war von 1992 bis 2019 Seelsorger in der St.-Lambertus-Gemeinde.